# 212 v.Chr.
Het jaar 212 v.Chr. is een jaartal volgens de christelijke jaartelling. 

## Gebeurtenissen

### Italië
- In Rome wordt de 24-jarige Publius Cornelius Scipio Africanus door de Senaat benoemd tot aedilis curulis.
- Marcus Claudius Marcellus I verovert na een beleg van twee jaar Syracuse. De Griekse geleerde Archimedes slaagt erin om enkele Romeinse schepen in brand te steken, door met behulp van spiegels zonnestralen te bundelen. Uiteindelijk komt hij bij de belegering om het leven. De Carthaagse vloot probeert de vestingstad te ontzetten, maar wordt door de Romeinen vernietigd.
- Eerste Slag om Capua: Het Romeinse leger belegert Capua en wordt door de Carthagers verdreven. De Numidische lichte cavalerie plundert het Romeinse legerkamp. Hannibal Barkas marcheert naar Campanië en vestigt het Carthaagse leger op de berg Tifata.
- Slag bij de Silarus: Hannibal verslaat bij Paestum een Romeins leger met Etruskische bondgenoten (16.000 man), de Romeinen worden omsingeld en door de Carthagers afgeslacht.
- Eerste Slag om Herdonia: Hannibal verslaat in Apulië de Romeinen in de vlakte bij Herdonia. In een periode van twee weken, heeft hij zes Romeinse legioenen vernietigd.

### Perzië
- Antiochus III de Grote breidt zijn rijk verder uit en valt tijdens zijn expeditie van (212 - 206 v.Chr.) Parthië en Bactrië binnen.

### Europa
- Koning Cledaucus (212 - 207 v.Chr.) volgt zijn vader Eliud op als heerser van Brittannië.

### Carthago
- Hasdrubal Barkas keert terug naar Carthago, om in Numidië de opstandige koning Syphax te onderwerpen. Hij wordt daarbij gesteund door het Numidische leger van Massinissa.

### Griekenland
- Marcus Valerius Laevinus verovert in de Ionische Zee met de Romeinse vloot het eiland Zakynthos.

## Geboren
- Perseus van Macedonië (~212 v.Chr. - ~166 v.Chr.), laatste koning van Macedonië

## Overleden
- Archimedes (~287 v.Chr. - ~212 v.Chr.), Grieks wis- en natuurkundige (75)